# 須田健太郎 (アナウンサー)
須田 健太郎（すだ けんたろう、1987年9月6日 - ）は、福岡放送（FBS）のアナウンサー。秋田県秋田市土崎港生まれで、宮城県仙台市育ち。

## 略歴
立教大学経済学部卒業。2010年北陸放送（MRO）に入社。同期は西尾知亜紀。2016年3月をもって北陸放送を退社し、同年4月、福岡放送に入社。なお、同局では須田と同じくJNN・JRN系列局の在籍経験者に豊原慎二 (元北海道放送) と平川侑季 (元大分放送) が、西日本のNNN・NNS系列局ではJNNに限り2018年4月から2021年3月まで広島テレビ放送に在籍していた松岡絵梨子（元テレビユー山形）がいる。

## 出演番組

### 福岡放送時代

#### 現在の出演番組
- バリはやッ!ZIP!（月-水曜日MC）
- スポーツ中継
- 定時ニュース

#### 過去の出演番組
- めんたいワイド（2022年度まで松井礼明不在時のMC代理などを担当。）
- めんたいPlus（スポーツコーナー、松井礼明休暇時のキャスター代理などを担当。）

### 北陸放送時代

#### テレビ
- レオスタ - 県内スポーツコーナーキャスター
- 絶好調W（2015年4月22日 - 2016年3月16日）司会
- MROニュース

#### ラジオ
- 好キっと土曜日!（2011年4月9日 - 2012年3月31日）パーソナリティ
- ぐるすぽサンデー - パーソナリティ
- ウィークエンドいしかわ - パーソナリティ
- げつきんワイド!おいね★どいね（月曜・火曜　第1部パーソナリティ）
- モリラジ! - パーソナリティ
- MROニュース